# NGC 5754
NGC 5754 (другие обозначения — UGC 9505, MCG 7-30-61, ZWG 220.52, ARP 297, IRAS14432+3856, PGC 52686) — спиральная галактика с перемычкой (SBb) в созвездии Волопас.
Этот объект входит в число перечисленных в оригинальной редакции «Нового общего каталога».